# Single numer jeden w roku 1968 (Japonia)
Notowanie Weekly Singles Chart (jap. 週間シングルチャート Shūkan Shinguru Chāto) przedstawia najlepiej sprzedające się single w Japonii. Publikowane jest ono przez magazyn Oricon Style, a dane kompletowane są przez Oricon w oparciu o cotygodniowe wyniki sprzedaży fizycznej singli. Poniżej znajdują się tabele prezentujące najpopularniejsze single w danych tygodniach w roku 1968.

## Oricon Weekly Singles Chart
| Data            | Utwór                                                                   | Wykonawca                   | Źródło |
| --------------- | ----------------------------------------------------------------------- | --------------------------- | ------ |
| 4 stycznia      | „Love You Tōkyō” (jap. ラブユー東京)                                    | Akira Kurosawa i Los Primos | [ 1 ]  |
| 11 stycznia     | „Love You Tōkyō” (jap. ラブユー東京)                                    | Akira Kurosawa i Los Primos | [ 2 ]  |
| 18 stycznia     | „Love You Tōkyō” (jap. ラブユー東京)                                    | Akira Kurosawa i Los Primos | [ 3 ]  |
| 25 stycznia     | „Kaette kita yopparai” (jap. 帰って来たヨッパライ)                      | The Folk Crusaders          | [ 4 ]  |
| 1 lutego        | „Kaette kita yopparai” (jap. 帰って来たヨッパライ)                      | The Folk Crusaders          | [ 5 ]  |
| 8 lutego        | „Kaette kita yopparai” (jap. 帰って来たヨッパライ)                      | The Folk Crusaders          | [ 6 ]  |
| 15 lutego       | „Kaette kita yopparai” (jap. 帰って来たヨッパライ)                      | The Folk Crusaders          | [ 7 ]  |
| 22 lutego       | „Kaette kita yopparai” (jap. 帰って来たヨッパライ)                      | The Folk Crusaders          | [ 8 ]  |
| 26 lutego       | „Koi no shizuku” (jap. 恋のしずく)                                      | Yukari Itō                  | [ 9 ]  |
| 4 marca         | „Koi no shizuku” (jap. 恋のしずく)                                      | Yukari Itō                  | [ 10 ] |
| 11 marca        | „Koi no shizuku” (jap. 恋のしずく)                                      | Yukari Itō                  | [ 11 ] |
| 18 marca        | „Koi no shizuku” (jap. 恋のしずく)                                      | Yukari Itō                  | [ 12 ] |
| 25 marca        | „Yūbe no himitsu” (jap. ゆうべの秘密)                                   | Tomoko Ogawa                | [ 13 ] |
| 1 kwietnia      | „Massachusetts” (jap. マサチューセッツ)                                 | Bee Gees                    | [ 14 ] |
| 8 kwietnia      | „Koi no shizuku”                                                        | Yukari Itō                  | [ 15 ] |
| 15 kwietnia     | „Hana no kubikazari/Ginga no Romance” (jap. 花の首飾り／銀河のロマンス) | The Tigers                  | [ 16 ] |
| 22 kwietnia     | „Hana no kubikazari/Ginga no Romance” (jap. 花の首飾り／銀河のロマンス) | The Tigers                  | [ 17 ] |
| 29 kwietnia     | „Hana no kubikazari/Ginga no Romance” (jap. 花の首飾り／銀河のロマンス) | The Tigers                  | [ 18 ] |
| 6 maja          | „Hana no kubikazari/Ginga no Romance” (jap. 花の首飾り／銀河のロマンス) | The Tigers                  | [ 19 ] |
| 13 maja         | „Hana no kubikazari/Ginga no Romance” (jap. 花の首飾り／銀河のロマンス) | The Tigers                  | [ 20 ] |
| 20 maja         | „Hana no kubikazari/Ginga no Romance” (jap. 花の首飾り／銀河のロマンス) | The Tigers                  | [ 21 ] |
| 27 maja         | „Hana no kubikazari/Ginga no Romance” (jap. 花の首飾り／銀河のロマンス) | The Tigers                  | [ 22 ] |
| 3 czerwca       | „Hoshikage no Waltz” (jap. 星影のワルツ)                                | Masao Sen                   | [ 23 ] |
| 10 czerwca      | „Hoshikage no Waltz” (jap. 星影のワルツ)                                | Masao Sen                   | [ 24 ] |
| 17 czerwca      | „Hoshikage no Waltz” (jap. 星影のワルツ)                                | Masao Sen                   | [ 25 ] |
| 24 czerwca      | „Hoshikage no Waltz” (jap. 星影のワルツ)                                | Masao Sen                   | [ 26 ] |
| 1 lipca         | „Hoshikage no Waltz” (jap. 星影のワルツ)                                | Masao Sen                   | [ 27 ] |
| 8 lipca         | „Emerald no densetsu” (jap. エメラルドの伝説)                           | The Tempters                | [ 28 ] |
| 15 lipca        | „Emerald no densetsu” (jap. エメラルドの伝説)                           | The Tempters                | [ 29 ] |
| 22 lipca        | „C C C” (jap. シー・シー・シー)                                         | The Tigers                  | [ 30 ] |
| 29 lipca        | „C C C” (jap. シー・シー・シー)                                         | The Tigers                  | [ 31 ] |
| 5 sierpnia      | „C C C” (jap. シー・シー・シー)                                         | The Tigers                  | [ 32 ] |
| 12 sierpnia     | „C C C” (jap. シー・シー・シー)                                         | The Tigers                  | [ 33 ] |
| 19 sierpnia     | „Hoshikage no Waltz”                                                    | Masao Sen                   | [ 34 ] |
| 26 sierpnia     | „C C C”                                                                 | The Tigers                  | [ 35 ] |
| 2 września      | „C C C”                                                                 | The Tigers                  | [ 36 ] |
| 9 września      | „The Sound of Silence” (jap. サウンド・オブ・サイレンス)                | Simon & Garfunkel           | [ 37 ] |
| 16 września     | „The Sound of Silence” (jap. サウンド・オブ・サイレンス)                | Simon & Garfunkel           | [ 38 ] |
| 23 września     | „Koi no kisetsu” (jap. 恋の季節)                                        | Pinky & Killers             | [ 39 ] |
| 30 września     | „Koi no kisetsu” (jap. 恋の季節)                                        | Pinky & Killers             | [ 40 ] |
| 7 października  | „Koi no kisetsu” (jap. 恋の季節)                                        | Pinky & Killers             | [ 41 ] |
| 14 października | „Koi no kisetsu” (jap. 恋の季節)                                        | Pinky & Killers             | [ 42 ] |
| 21 października | „Koi no kisetsu” (jap. 恋の季節)                                        | Pinky & Killers             | [ 43 ] |
| 28 października | „Koi no kisetsu” (jap. 恋の季節)                                        | Pinky & Killers             | [ 44 ] |
| 4 listopada     | „Koi no kisetsu” (jap. 恋の季節)                                        | Pinky & Killers             | [ 45 ] |
| 11 listopada    | „Koi no kisetsu” (jap. 恋の季節)                                        | Pinky & Killers             | [ 46 ] |
| 18 listopada    | „Koi no kisetsu” (jap. 恋の季節)                                        | Pinky & Killers             | [ 47 ] |
| 25 listopada    | „Koi no kisetsu” (jap. 恋の季節)                                        | Pinky & Killers             | [ 48 ] |
| 2 grudnia       | „Koi no kisetsu” (jap. 恋の季節)                                        | Pinky & Killers             | [ 49 ] |
| 9 grudnia       | „Koi no kisetsu” (jap. 恋の季節)                                        | Pinky & Killers             | [ 50 ] |
| 16 grudnia      | „Ima wa shiawase kai” (jap. 今は幸せかい)                               | Mitsuo Sagawa               | [ 51 ] |
| 23 grudnia      | „Koi no kisetsu”                                                        | Pinky & Killers             | [ 52 ] |
| 30 grudnia      | „Koi no kisetsu”                                                        | Pinky & Killers             | [ 53 ] |